# Marie-Laure Brunet
Marie-Laure Brunet (ur. 20 listopada 1988 w Lannemezan) – francuska biathlonistka, dwukrotna medalistka olimpijska, wielokrotna medalistka mistrzostw świata seniorów i juniorów.

## Kariera
Karierę biathloniski rozpoczęła w 2003 roku. Trzy lata później dołączyła do francuskiej kadry narodowej. Podczas mistrzostw świata juniorów w Martello wywalczyła brązowy medal w biegu indywidualnym oraz złote w biegu pościgowym oraz sztafecie kobiecej. Na rozgrywanych rok później mistrzostwach świata juniorów w Ruhpolding zdobyła srebro w biegu indywidualnym oraz sztafecie, a także brąz w biegu pościgowym.
Pierwszy raz w zawodach Pucharu Świata wystąpiła 29 listopada 2007 roku w Kontiolahti, gdzie zajęła 26. pozycję w biegu indywidualnym. Tym samym już w debiucie zdobyła pierwsze punkty. Na podium zawodów tego cyklu po raz pierwszy stanęła 21 marca 2009 roku w Trondheim, kończąc rywalizację w biegu pościgowym na trzeciej pozycji. W zawodach tych wyprzedziły ją jedynie Niemka Andrea Henkel i Rosjanka Olga Zajcewa. W kolejnych startach jeszcze 9 razy stawała na podium, jednak nie odniosła zwycięstwa: 5 razy była druga i kolejne 4 razy trzecia. Ostatni raz w czołowej trójce znalazła się 28 listopada 2013 roku w Östersund, gdzie była trzecia w biegu indywidualnym. Najlepsze wyniki osiągnęła w sezonie 2011/2012, kiedy była siódma w klasyfikacji generalnej i trzecia w klasyfikacji biegu masowego.
W 2008 roku wystąpiła na mistrzostwach świata w Östersund, gdzie wspólnie z koleżankami ze sztafety wywalczyła brąz. Osiągnięcie to powtórzyła rok później, podczas mistrzostw świata w Pjongczang. Oprócz tego razem z Sylvie Becaert, Vincentem Defrasne i Simonem Fourcade'em zdobyła złoty medal w rywalizacji sztafet mieszanych. W tych samych konkurencjach zdobyła odpowiednio srebro i brąz na mistrzostwach świata w Chanty-Mansyjsku w 2011 roku.
Najwięcej medali zdobyła na mistrzostwach świata w Ruhpolding w 2012 roku, gdzie trzykrotnie stawała na podium. W biegu indywidualnym była druga, rozdzielając Norweżkę Torę Berger i Helenę Ekholm ze Szwecji. Trzy dni później wspólnie z koleżankami z drużyny zdobyła srebrny medal w sztafecie. Następnie była zajęła drugie miejsce w biegu masowym, plasując się między Berger a Kaisą Mäkäräinen z Finlandii. Ostatni medal w zawodach tego cyklu zdobyła podczas mistrzostw świata w Novym Měscie, gdzie w sztafecie mieszanej zdobyła kolejny srebrny medal.
W 2010 roku wystąpiła na igrzyskach olimpijskich w Vancouver w 2010 roku, gdzie zdobyła brązowy medal w biegu pościgowym. Wyprzedziły ją tylko Niemka Magdalena Neuner i Anastasija Kuźmina ze Słowacji. Ponadto razem z koleżankami zdobyła srebrny medal w sztafecie. Brała też udział w rozgrywanych cztery lata później igrzyskach w Soczi, gdzie zajęła 17. miejsce w biegu indywidualnym i 56. miejsce w sprincie.
Latem 2014 roku ogłosiła, że kończy z wyczynowym uprawianiem sportu. Jako główne powody swej decyzji podała brak motywacji oraz problemy osobiste.
Brunet była uznawana za najlepszą strzelczynię wśród biathlonistek. W sezonie 2011/12 jej średnia celność strzałów w obu pozycjach wyniosła 93%, w tym w pozycji leżącej 98%. Słabiej radziła sobie w biegu.
Była partnerka francuskiego biathlonisty Vincenta Jay, jednak w 2011 roku para rozstała się.

## Osiągnięcia

### Igrzyska olimpijskie
| Rok  | Miejscowość | Konkurencje | Konkurencje | Konkurencje | Konkurencje | Konkurencje | Konkurencje | Konkurencje |
| Rok  | Miejscowość | IN          | SP          | PU          | MS          | RL          | MR          | SR          |
| ---- | ----------- | ----------- | ----------- | ----------- | ----------- | ----------- | ----------- | ----------- |
| 2010 | Vancouver   | 12.         | 6.          | 3.          | 15.         | 2.          | nd.         | –           |
| 2014 | Soczi       | 17.         | 56.         | DNS         | –           | DNF         | –           | –           |

### Mistrzostwa świata
| Rok  | Miejscowość          | Konkurencje | Konkurencje | Konkurencje | Konkurencje | Konkurencje | Konkurencje | Konkurencje |
| Rok  | Miejscowość          | IN          | SP          | PU          | MS          | RL          | MR          | SR          |
| ---- | -------------------- | ----------- | ----------- | ----------- | ----------- | ----------- | ----------- | ----------- |
| 2008 | Östersund            | –           | 30.         | 26.         | –           | 3.          | 7.          | –           |
| 2009 | Pjongczang           | 15.         | 52.         | 7.          | 8.          | 3.          | 1.          | –           |
| 2010 | Chanty-Mansyjsk      | nd.         | nd.         | nd.         | nd.         | nd.         | 5.          | –           |
| 2011 | Chanty-Mansyjsk      | DNF         | 44.         | DNS         | 9.          | 2.          | 3.          | –           |
| 2012 | Ruhpolding           | 2.          | 5.          | 6.          | 2.          | 2.          | 11.         | –           |
| 2013 | Nové Město na Moravě | 19.         | 26.         | 11.         | 28.         | 6.          | 2.          | –           |

### Mistrzostwa świata juniorów
| Rok  | Miejscowość | Konkurencje | Konkurencje | Konkurencje | Konkurencje | Konkurencje | Konkurencje | Konkurencje |
| Rok  | Miejscowość | IN          | SP          | PU          | MS          | RL          | MR          | SR          |
| ---- | ----------- | ----------- | ----------- | ----------- | ----------- | ----------- | ----------- | ----------- |
| 2007 | Martell     | 3.          | 11.         | 1.          | nd.         | 1.          | nd.         | –           |
| 2008 | Ruhpolding  | 2.          | 4.          | 3.          | nd.         | 2.          | nd.         | –           |

### Puchar Świata

#### Miejsca w klasyfikacji generalnej
| Sezon     | Miejsce |
| --------- | ------- |
| 2007/2008 | 33.     |
| 2008/2009 | 16.     |
| 2009/2010 | 9.      |
| 2010/2011 | 13.     |
| 2011/2012 | 7.      |
| 2012/2013 | 28.     |
| 2013/2014 | 33.     |

#### Miejsca na podium w zawodach Pucharu Świata chronologicznie
| Lp. | Dzień        | Rok  | Miejscowość          | Konkurencja                | Lokata | Pudła   | Czas biegu | Strata | Zwycięzca          |
| --- | ------------ | ---- | -------------------- | -------------------------- | ------ | ------- | ---------- | ------ | ------------------ |
| 1.  | 21 marca     | 2009 | Trondheim            | Bieg pościgowy na 10 km    | 3.     | 0+0+0+1 | 30:37,1    | +28,3  | Andrea Henkel      |
| 2.  | 16 lutego    | 2010 | Whistler             | Bieg pościgowy na 10 km    | 3.     | 0+0+0+0 | 30:44,3    | +28,3  | Magdalena Neuner   |
| 3.  | 25 marca     | 2010 | Chanty-Mansyjsk      | Sprint na 7,5 km           | 2.     | 0+0     | 21:10,2    | +10,9  | Jana Romanowa      |
| 4.  | 1 grudnia    | 2010 | Östersund            | Bieg indywidualny na 15 km | 2.     | 1+0+0+1 | 45:35,0    | +8,9   | Anna Carin Zidek   |
| 5.  | 16 grudnia   | 2010 | Pokljuka             | Bieg indywidualny na 15 km | 3.     | 0+0+0+0 | 43:22,3    | +35,3  | Tora Berger        |
| 6.  | 23 stycznia  | 2011 | Anterselva           | Bieg masowy na 12,5 km     | 2.     | 0+0+0+1 | 33:56,9    | +0,6   | Tora Berger        |
| 7.  | 15 stycznia  | 2012 | Nové Město na Moravě | Bieg pościgowy na 10 km    | 3.     | 0+0+0+0 | 31:25,4    | +25,1  | Tora Berger        |
| 8.  | 7 marca      | 2012 | Ruhpolding           | Bieg indywidualny na 15 km | 2.     | 0+0+0+1 | 43:26,4    | +56,4  | Tora Berger        |
| 9.  | 11 marca     | 2012 | Ruhpolding           | Bieg masowy na 12,5 km     | 2.     | 0+0+0+1 | 35:49,7    | +8,1   | Tora Berger        |
| 10. | 28 listopada | 2013 | Östersund            | Bieg indywidualny na 15 km | 3.     | 0+0+0+1 | 48:12,2    | +16,2  | Gabriela Soukalová |